# Breakthrough in the Ardennes
Breakthrough in the Ardennes est un jeu vidéo de type wargame créé par Chuck Kroegel et David Landrey et publié par Strategic Simulations en 1984 sur Apple II, Atari 8-bit et Commodore 64. le jeu se déroule pendant la Seconde Guerre mondiale et simule les affrontements de la bataille des Ardennes.

## Trame
Breakthrough in the Ardennes retrace la bataille des Ardennes, qui se déroule en décembre 1944 pendant la Seconde Guerre mondiale. Elle est initiée par les Allemands qui en 1944, étant sur le point d’être vaincus, décident de lancer une contre-offensive en Ardenne, alors faiblement défendues, avec pour objectif de capturer le port d’Anvers et ainsi de renverser le cours du conflit. Pendant plusieurs mois, les Allemands mettent secrètement sur pied treize divisions d’infanterie et sept divisions de Panzer sur le front Belge et le 16 décembre 1944, ils lancent leur offensive contre les cinq divisions d’infanterie et la division de blindés qui stationnent alors dans la région.

## Système de jeu
Breakthrough in the Ardennes est un wargame qui simule, au niveau opérationnel, la bataille des Ardennes de la Seconde Guerre mondiale. Le joueur peut y commander les Allemands et affronter l’ordinateur, qui contrôle alors les Américains, ou affronter un autre joueur et donc choisir son camp. Le jeu propose trois scénarios, le plus long couvrant les douze jours de la bataille. Il se déroule sur une carte des Ardennes sur laquelle le haut de l’écran correspond à l’Est et la droite de l’écran au Nord. La carte est divisée en cases hexagonales, chaque case représentant une distance d’environ deux miles. Sur la carte sont représentés différents types de terrains, dont des forêts, des rivières, des routes et des villes. Les unités des deux camps sont représentés par des symboles qui indique s’il s’agit d’une unité d’infanterie, de chars d'assaut, d’ingénieurs ou aérienne. Les unités sont également différenciées par leur taille suivant qu’il s’agisse d’une brigade, d’une division, d’un bataillon ou d’un régiment. Le jeu se déroule au tour par tour. Chaque tour correspond à une journée de combat et est composé de deux phases de mouvement et de combat pour chaque camp. Chaque unité dispose d’un certain nombre de points d’opération qui sont dépensés pour réaliser des actions comme se déplacer, changer de mode (mouvement ou combat), construire ou détruire un pont ou combattre. En plus des points d’opération, le joueur dispose également de points d’artillerie et d’aviation. Le nombre de points d’aviation sont fonction des conditions météorologiques et ils peuvent être utilisés pour lancer des opérations de bombardement, de ravitaillement ou de contrôle de l’espace aérien. Outre les déplacements et les combats, le joueur gère également le ravitaillement de ses troupes. Pour cela, il doit s’assurer que ses unités sont à proximité d’une route ravitaillé, sans qu’une unité ennemie ne puisse interférer avec le ravitaillement.

## Développement
Lorsque Chuck Kroegel et David Landrey décident de créer un wargame sur la bataille des Ardennes, leur premier objectif est de capturer l’essence de cette bataille. Ils souhaitent ainsi qu’en commandant les Allemands, le joueur fasse l’expérience des difficultés qu’implique une telle offensive de blindés, notamment dans la gestion du carburant et de l’endurance des troupes, et qu’avec le camp adverse, il ressente la panique de devoir affronter une telle offensive avec un nombre réduit d’unité. 
Pour le concevoir, ils commencent par choisir l’échelle de la simulation et par dessiner la carte du champ de bataille et l’ordre de bataille. Ils se décident pour une échelle de deux miles par case, et donc pour des unités représentant des régiments ou des divisions, car il considère que cette échelle permet une différenciation des unités significatives et leur permet de donner au joueur le niveau de contrôle qu’ils souhaitent. Pour dessiner la carte et l’ordre de bataille, ils s’appuient sur quelques cartes routières et plusieurs ouvrages sur la bataille, mais aussi sur les observations effectuées par Joel Billings, le président de Strategic Simulations, lors d’une visite sur le champ de bataille en 1984. Compte tenu du manque de mémoire et du package de graphismes qu’ils utilisent, il décide de se limiter à une grille de 32 x 31 cases hexagonales, ce qui les oblige à couper certaines zones du champ de bataille. Ils s’attaquent ensuite à la conception des principaux mécanismes de jeu. Ils écartent d’abord l’idée d’un système de mouvement et de combat simultané, qui n’offrent d’après eux pas suffisamment de temps pour réagir, et opte finalement pour des phases alternées, avec un système de point d’opération. Parmi les fonctionnalités qu’ils développent ensuite, ils s’attardent notamment sur la création d’un système de ravitaillement s’appuyant sur le réseau routier de leur carte. Ils y incluent notamment des considérations spéciales de ravitaillement pour les unités isolées et un système de zone de contrôle, et l’adapte pour prendre en compte les problèmes de carburants rencontrés par les Allemands. Outre le ravitaillement, ils incluent également un éventail d’option concernant le support aérien, l’artillerie et les déplacements sur routes des unités. Après avoir conçu le jeu  et développé le mode deux joueurs, ils poursuivent le développement en incorporant au programme une routine d’intelligence artificielle pour le camp américain, afin de permettre le jeu en solitaire. Ils utilisent pour cela des routines qui, sous certaines conditions, déclenchent une réaction du camp contrôlé par le programme. Ils incorporent également des déplacements scriptés et désignent certaines cases comme des objectifs à atteindre par l’ordinateur. 
Breakthrough in the Ardennes est publié par Strategic Simulations en octobre 1984 sur Apple II, Atari 8-bit et Commodore 64,,.

## Accueil
| Breakthrough in the Ardennes |      |       |
| Média                        | Nat. | Notes |
| Computer Gaming World        | US   | 2/5   |
| Tilt                         | FR   | 5/6   |

Dans sa critique publiée en 1984 par le magazine Computer Gaming World, le journaliste Mark Bausman explique tout d’abord qu’en tant que simulation, « Breakthrough in the Ardennes  atteint tous ses objectifs », et qu’il apprécie la manière dont il combine les différents aspects de l’affrontement comme la mobilité, le ravitaillement, l’artillerie et le soutien aérien. Il salue également son réalisme et la fonctionnalité de constitution et de séparation des unités, même s’il estime que cette dernière pourrait laisser plus de contrôle au joueur sur l’organisation des troupes. Il regrette par contre de ne pas pouvoir utiliser le joystick pour sélectionner et contrôler les unités en expliquant que l’utilisation du clavier ralentit le jeu. Il conclut  néanmoins qu’il constitue « une excellente simulation » qui « offre un vrai défi aux fans de wargames sur ordinateurs ». Dans sa critique publiée en 1985 dans le magazine Commodore Power-Play, le journaliste Rick Teverbaugh le décrit tout d’abord comme une simulation « facile à prendre en main » et note que l’ordinateur se charge de toutes les opérations rébarbatives et ainsi permet au joueur de se focaliser uniquement sur la prise de décision. Il estime également que graphiquement, il fait un travail « remarquable dans sa représentation d’un plateau de jeu », chaque case et chaque type de terrain étant facilement identifiable. Il salue enfin son réalisme et juge que s’il n’est pas destiné aux débutants, « les wargamers expérimenté vont immédiatement l’adorer ». Dans un dossier du magazine Tilt publié en 1986, le journaliste Laurent Schwartz juge qu’il s’agit d’un wargame « classique », « sans rien de surprenant », mais qu’il est « soigneusement réalisé et facile à prendre en main ».